# 2013 SY99

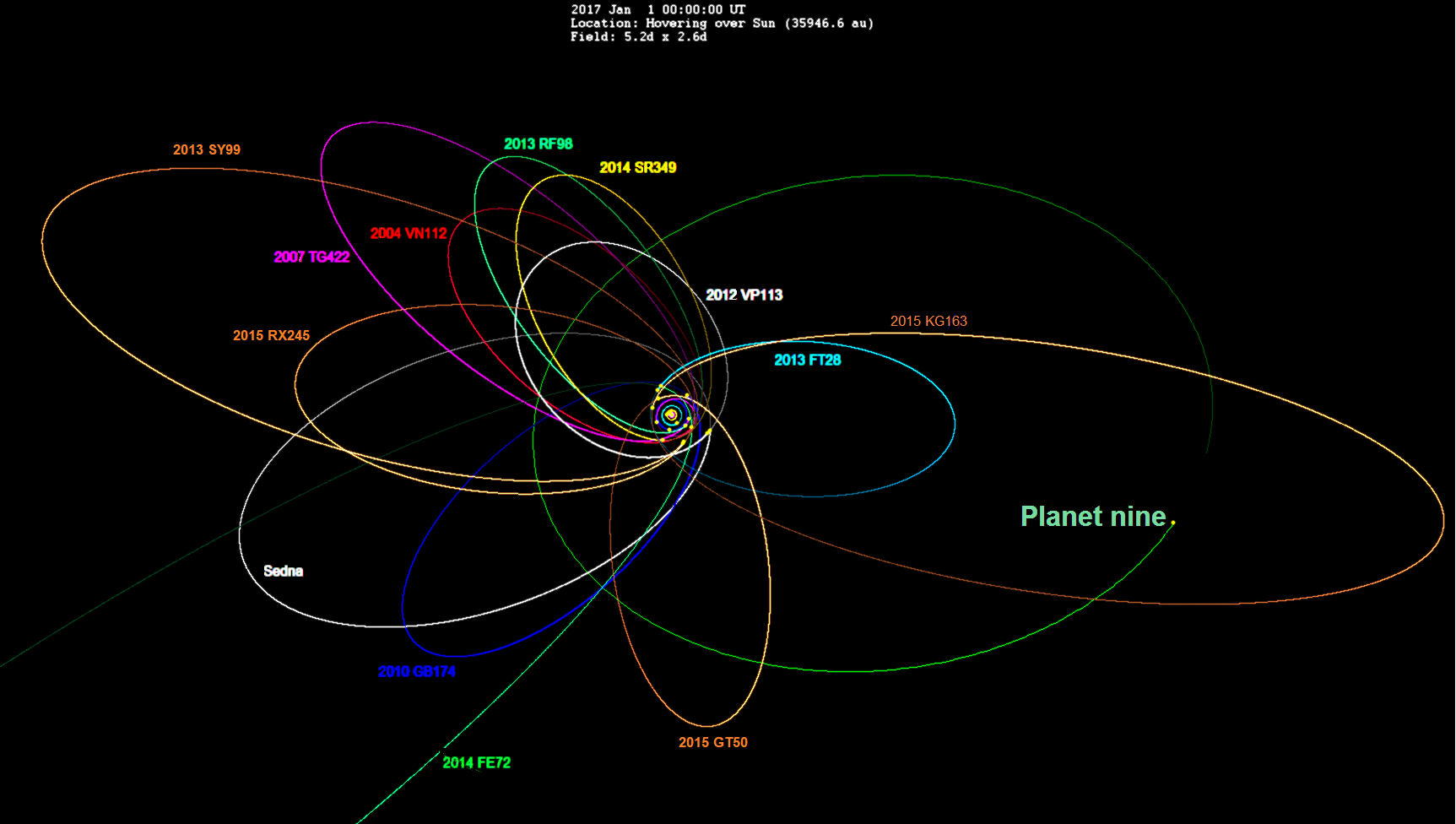
Quỹ đạo của 2013 SY99.

2013 SY99, cũng được biết là uo3L91, là một thiên thể ngoài Hải Vương tinh. Nó được khám phá vào ngày 29 tháng 9 năm 2013 tại đài quan sát Mauna Kea, Hawaii. Thiên thể có quỹ đạo quanh Mặt Trời ở khoảng cách từ 50 đến 1,300 AU. Dựa vào Michael E. Brown, sự khám phá ra thiên thể này cho thêm bằng chứng về sự tồn tại của Hành tinh thứ Chín.